# Fra Dalmau de Rocabertí
Fra Dalmau de Rocabertí va ser el darrer cap militar de l'Orde del Temple. Era Fill del vescomte de Peralada-Rocabertí, Dalmau VI de Rocabertí, i de Guilleuma de Cervelló, i germà de l'Arquebisbe de Tarragona, Guillem de Rocabertí i del bisbe de Girona, Pere de Rocabertí i Desfar, va ser el darrer cap militar important a Terra Santa.

## Fra Dalmau, sots-mariscal del Temple
Després de la mort del mariscal Barthelemy de Quincy i junt amb Hug d'Empúries va manar la guarnició d'Arwad que en el període 1299-1302 va ser reforçada per esdevenir la base de partida de les expedicions conjuntes amb el rei Hethum II d'Armènia i amb el Khan Ghazan dels tàrtars.
El soldà egipci Muhammad al-Nasir va enviar un exèrcit i una flota, manats per l'emir Zarrak, que va expugnar el setembre de 1302 les fortaleses de l'illa, a cinc quilòmetres escassos de la costa de Tartous (Síria).

## Presó i intents d'alliberament
Fra Dalmau va ser capturat i el rei Jaume II el Just va trametre una sèrie d'ambaixades per rescatar-lo, segurament a causa del paper que el cap templer podria haver jugat en l'orde del Temple, concretament en la successió de l'ancià Gran Mestre fra Jacques de Molay, i que hauria facilitat el projecte Rex bellator de Ramon Llull, una de les prioritats de la política de Jaume II.
Les primeres d'aquestes temptatives de rescat, fetes abans de la dissolució del Temple, i, per tant, quan era possible el projecte Rex Bellator, les va portar a terme l'ambaixador i familiar del rei Eymeric d'Usall en juny de 1303-desembre de 1304 i en 1305-1306. En ambdues ocasions va fracassar per la desconfiança de Muhammad an-Nasir, car Jaume II es va mostrar traïdor als pactes de 1292 amb el soldà Khalil. L'interlocutor d'Eymeric va ser l'ustadar Fakhr al-Dihn Utman al-Nasirí, que va venir a Catalunya el 1304 i va embarcar en 1306 amb Eymeric d'Usall, essent abandonat a la platja per l'ambaixador. Després de diverses noves ambaixades fra Dalmau va ser alliberat finalment i portat a Barcelona el 17 de març de 1315 per Bernat Gaucelm.

## Darrers anys

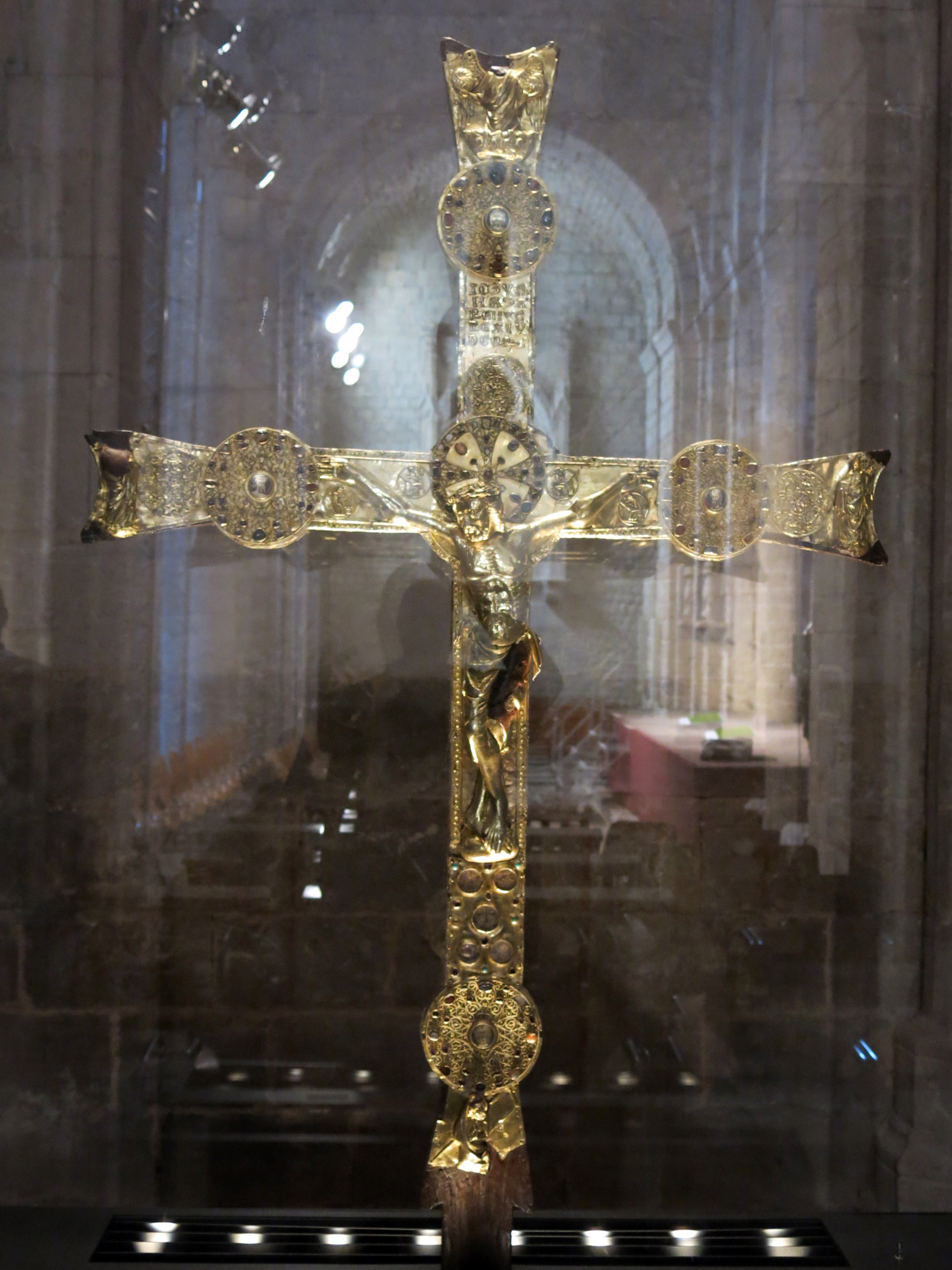
La creu processional de Vilabertran

Va rebre l'assignació més alta de tots els templers catalans fins a la seva mort, que es va produir el 1326, segurament, al monestir de Santa Maria de Vilabertran. Abona aquesta hipòtesi l'afirmació del P. Dromendari. Tenint en compte que la creu processional de Vilabertran és d'aquest moment, que conté camafeus egipcis i que els patrons de la canònica eren els senyors de Peralada-Rocabertí, sembla molt probable que hi hagi una relació entre l'ambaixada d'Eymeric d'Usall, la mort de fra Dalmau a Santa Maria i aquesta peça cabdal de l'art català medieval.